# Cyaniris persica
Cyaniris persica är en fjärilsart som beskrevs av Tutt 1909. Cyaniris persica ingår i släktet Cyaniris och familjen juvelvingar. Inga underarter finns listade i Catalogue of Life.